# Buxbomar
Buxbomar (Buxus) är ett släkte av buxbomsväxter. Buxbomar ingår i familjen buxbomsväxter.
Buxbomar växter i stora delar av Afrika inklusive Madagascar, i västra och södra Europa, södra och östra Asien, samt Centralamerika inklusive Karibien, södra Nordamerika och norra Sydamerika. De räknas som buskar eller småträd.
Buxbomarnas bark innehåller alkaloiden buxin som använts mot malaria som ersättning för kinin. Den hårda och fasta, gulaktiga veden har ända sedan antiken varit flitigt använd som virke för svarveri- och träsnideriarbeten och bland annat använts till klossar för träsnitt, träblåsinstrument med mera.

## Dottertaxa till Buxbomar, i alfabetisk ordning[1][2]
- Buxus acuminata
- Buxus acunae
- Buxus aneura
- Buxus arborea
- Buxus austroyunnanensis
- Buxus bahamensis
- Buxus balearica
- Buxus baracoensis
- Buxus bartlettii
- Buxus benguellensis
- Buxus bissei
- Buxus bodinieri
- Buxus braimbridgeorum
- Buxus brevipes
- Buxus calcarea
- Buxus capuronii
- Buxus cephalantha
- Buxus chaoanensis
- Buxus cipolinica
- Buxus citrifolia
- Buxus cochinchinensis
- Buxus conzattii
- Buxus crassifolia
- Buxus cristalensis
- Buxus cubana
- Buxus ekmanii
- Buxus excisa
- Buxus flaviramea
- Buxus foliosa
- Buxus glomerata
- Buxus gonoclada
- Buxus hainanensis
- Buxus harlandii
- Buxus hebecarpa
- Buxus henryi
- Buxus heterophylla
- Buxus hildebrandtii
- Buxus historica
- Buxus holttumiana
- Buxus humbertii
- Buxus ichangensis
- Buxus imbricata
- Buxus itremoensis
- Buxus jaucoensis
- Buxus koehleri
- Buxus laevigata
- Buxus lancifolia
- Buxus latistyla
- Buxus leivae
- Buxus linearifolia
- Buxus lisowskii
- Buxus liukiuensis
- Buxus loheri
- Buxus macrocarpa
- Buxus macrophylla
- Buxus malayana
- Buxus marginalis
- Buxus megistophylla
- Buxus mexicana
- Buxus microphylla
- Buxus moana
- Buxus moctezumae
- Buxus mollicula
- Buxus monticola
- Buxus moratii
- Buxus muelleriana
- Buxus myrica
- Buxus nipensis
- Buxus obovata
- Buxus olivacea
- Buxus pachyphylla
- Buxus papillosa
- Buxus pilosula
- Buxus portoricensis
- Buxus pseudaneura
- Buxus pubescens
- Buxus pubifolia
- Buxus pubiramea
- Buxus pulchella
- Buxus rabenantoandroi
- Buxus retusa
- Buxus revoluta
- Buxus rheedioides
- Buxus rivularis
- Buxus rolfei
- Buxus rotundifolia
- Buxus rugulosa
- Buxus rupicola
- Buxus sclerophylla
- Buxus sempervirens
- Buxus serpentinicola
- Buxus shaferi
- Buxus sinica
- Buxus stenophylla
- Buxus subcolumnaris
- Buxus triptera
- Buxus vaccinioides
- Buxus vahlii
- Buxus wallichiana
- Buxus wrightii
- Buxus yunquensis

## Bildgalleri

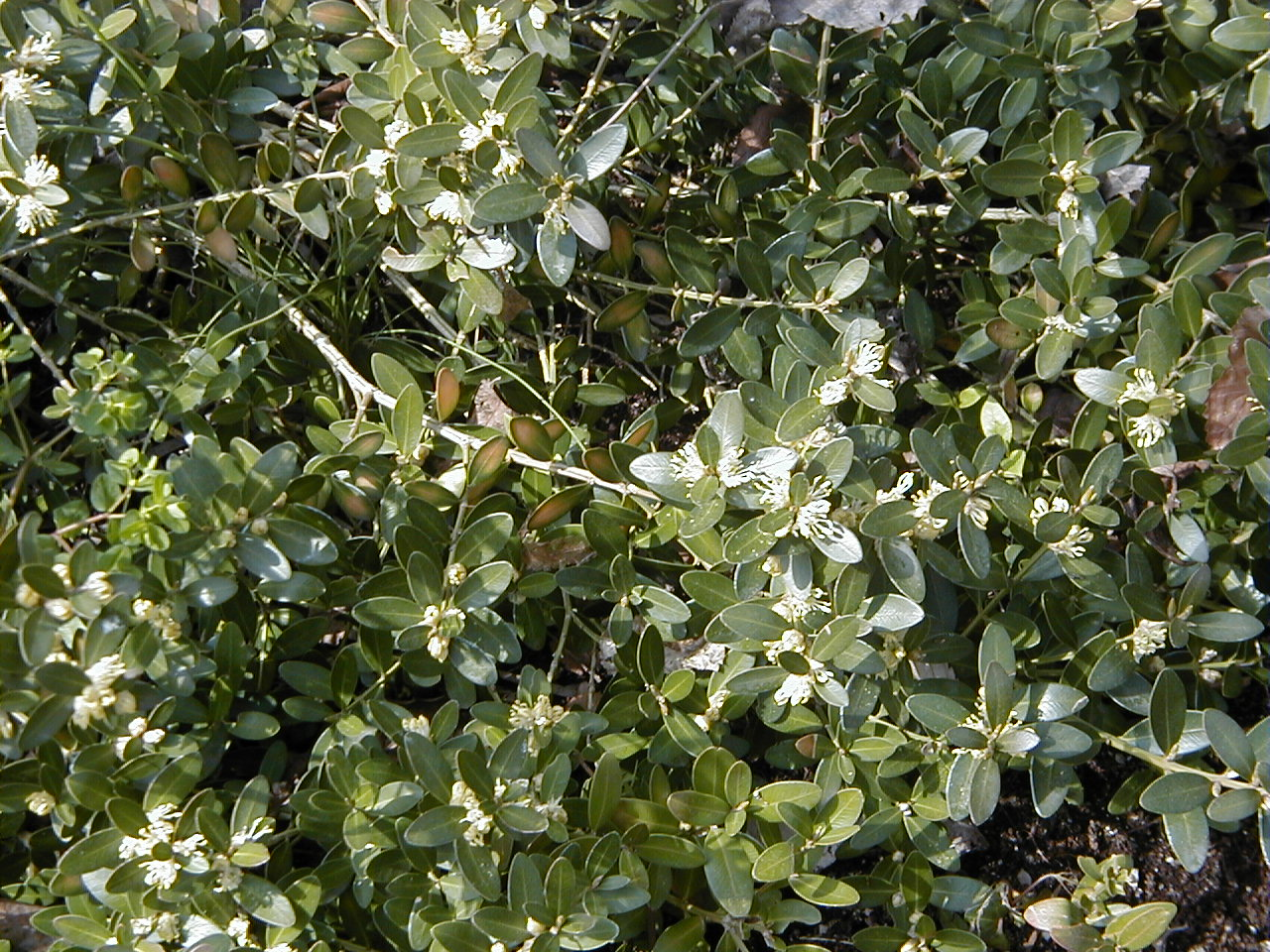
Buxus balearica
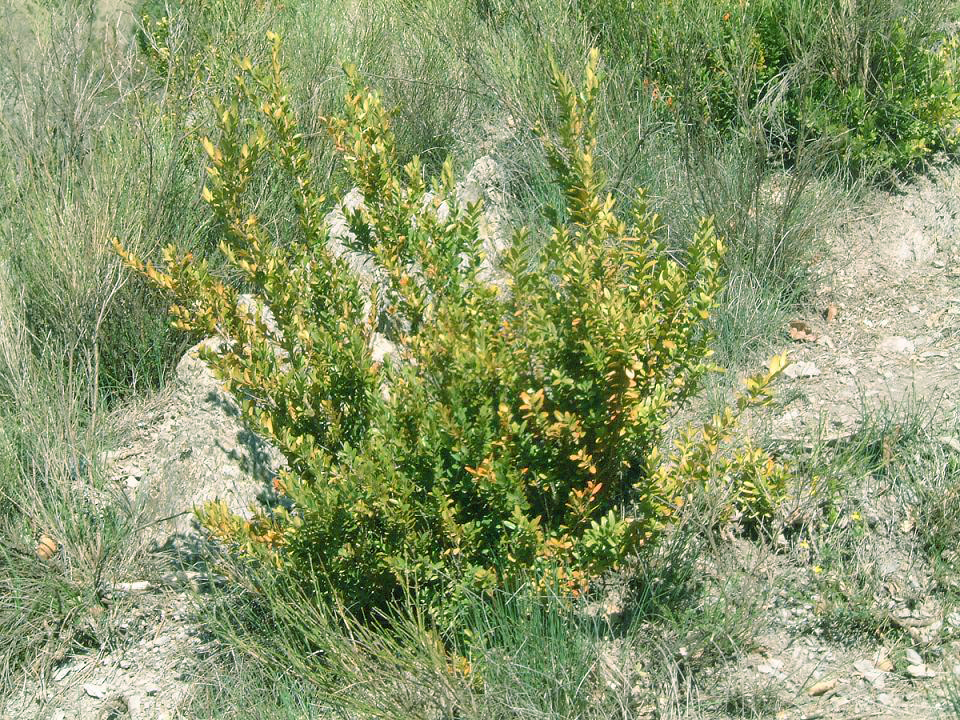
Buxus sempervirens
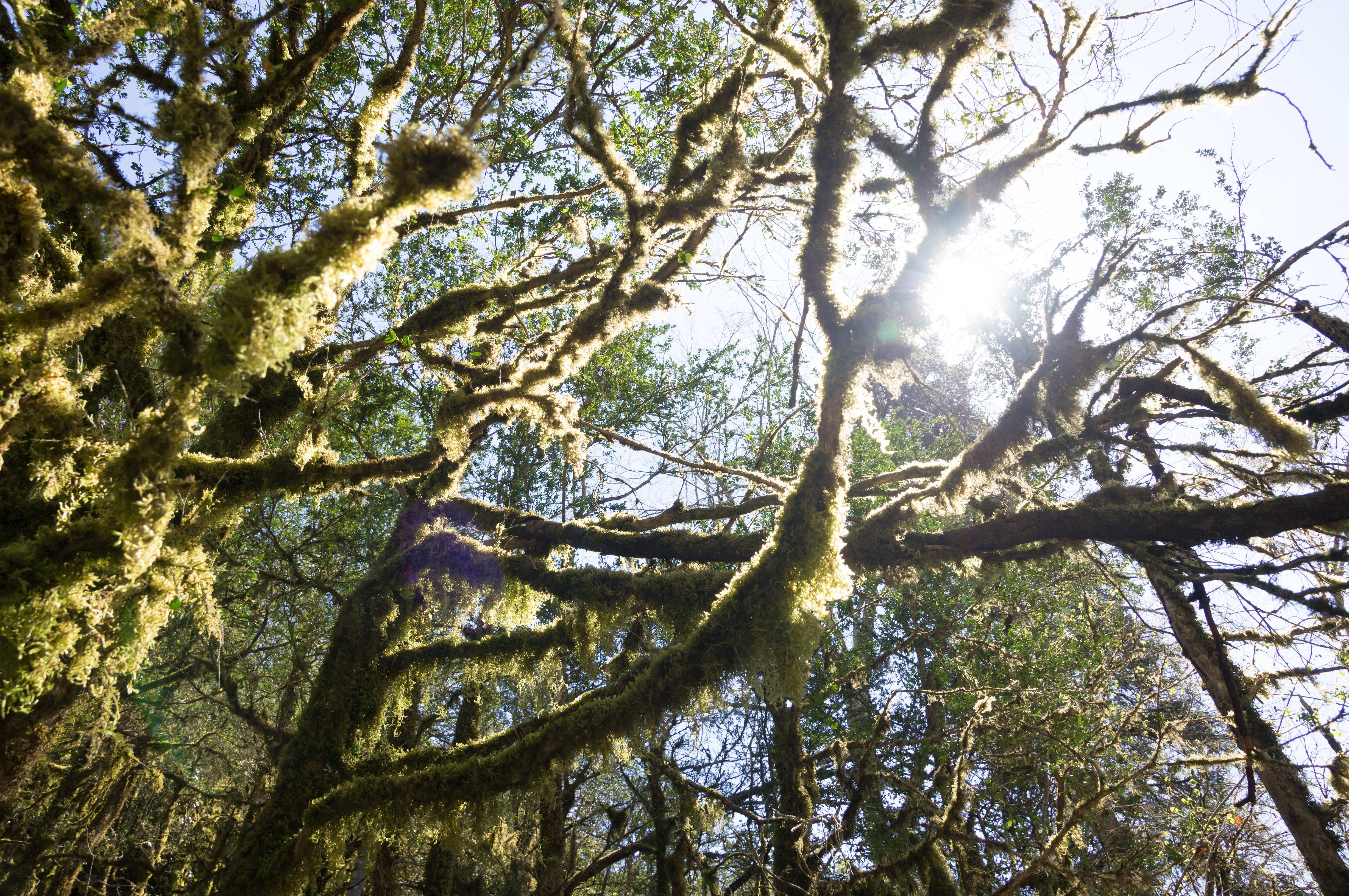
Buxus colchica
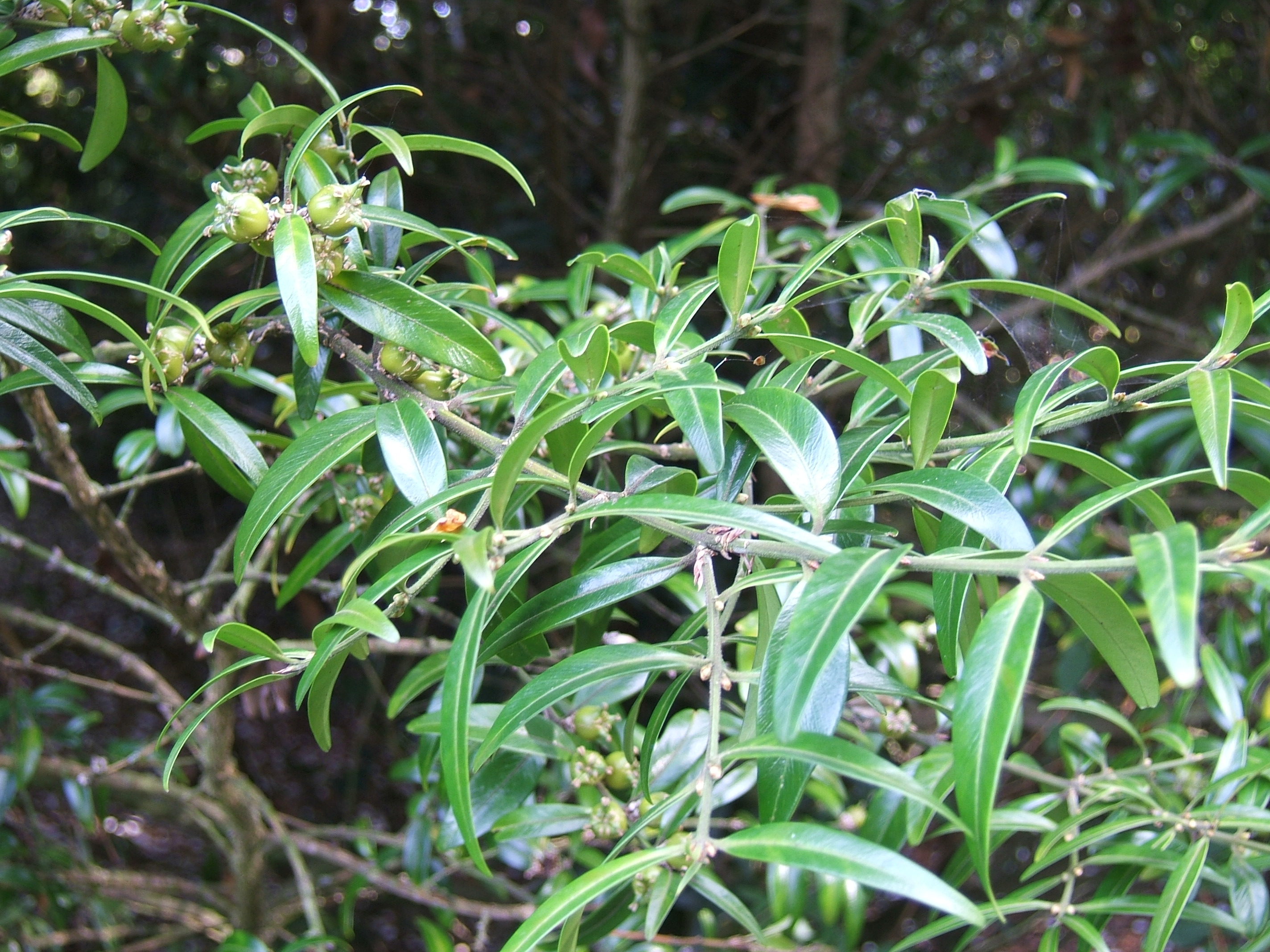
Buxus wallichiana
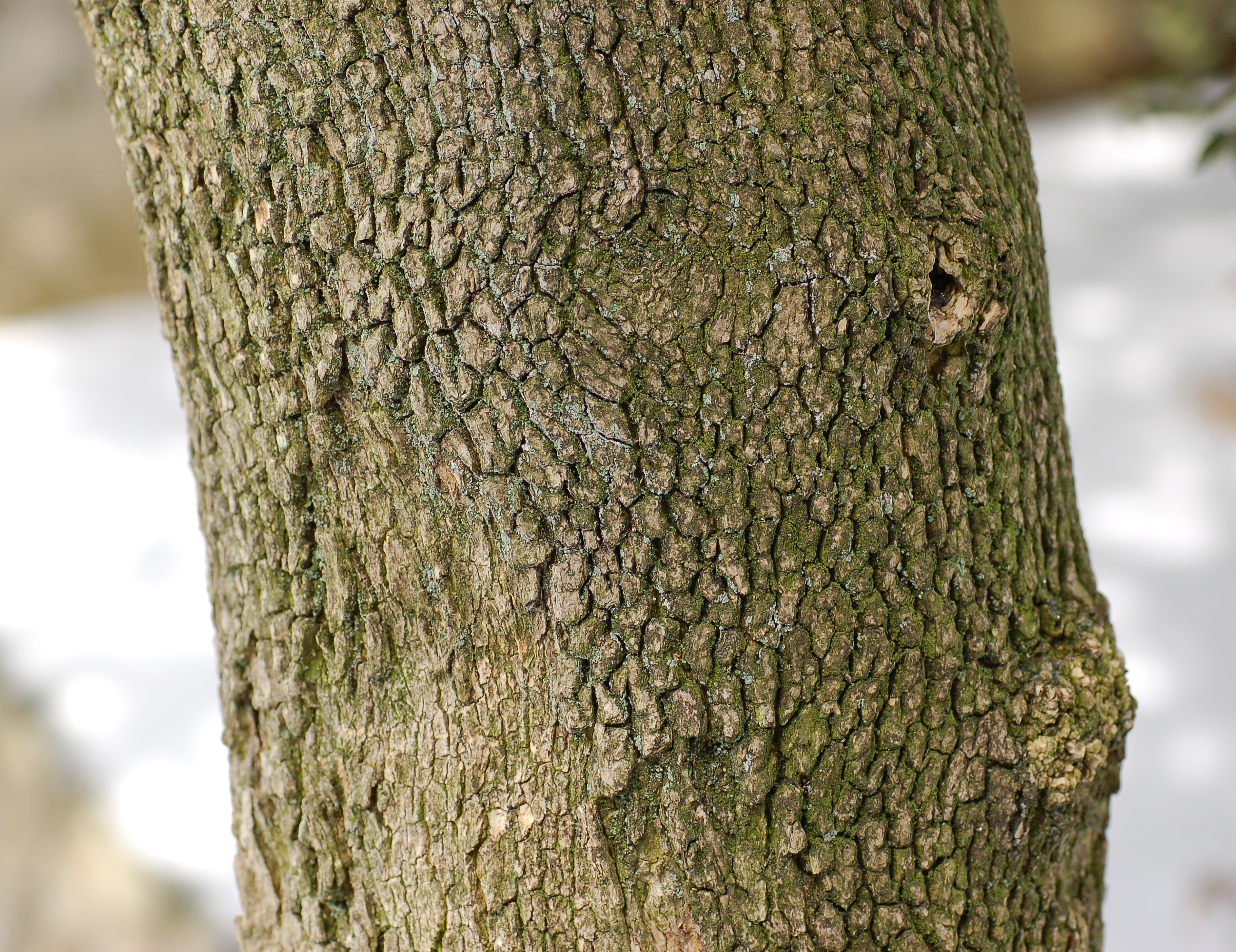
Buxus sempervirens var. arborescens
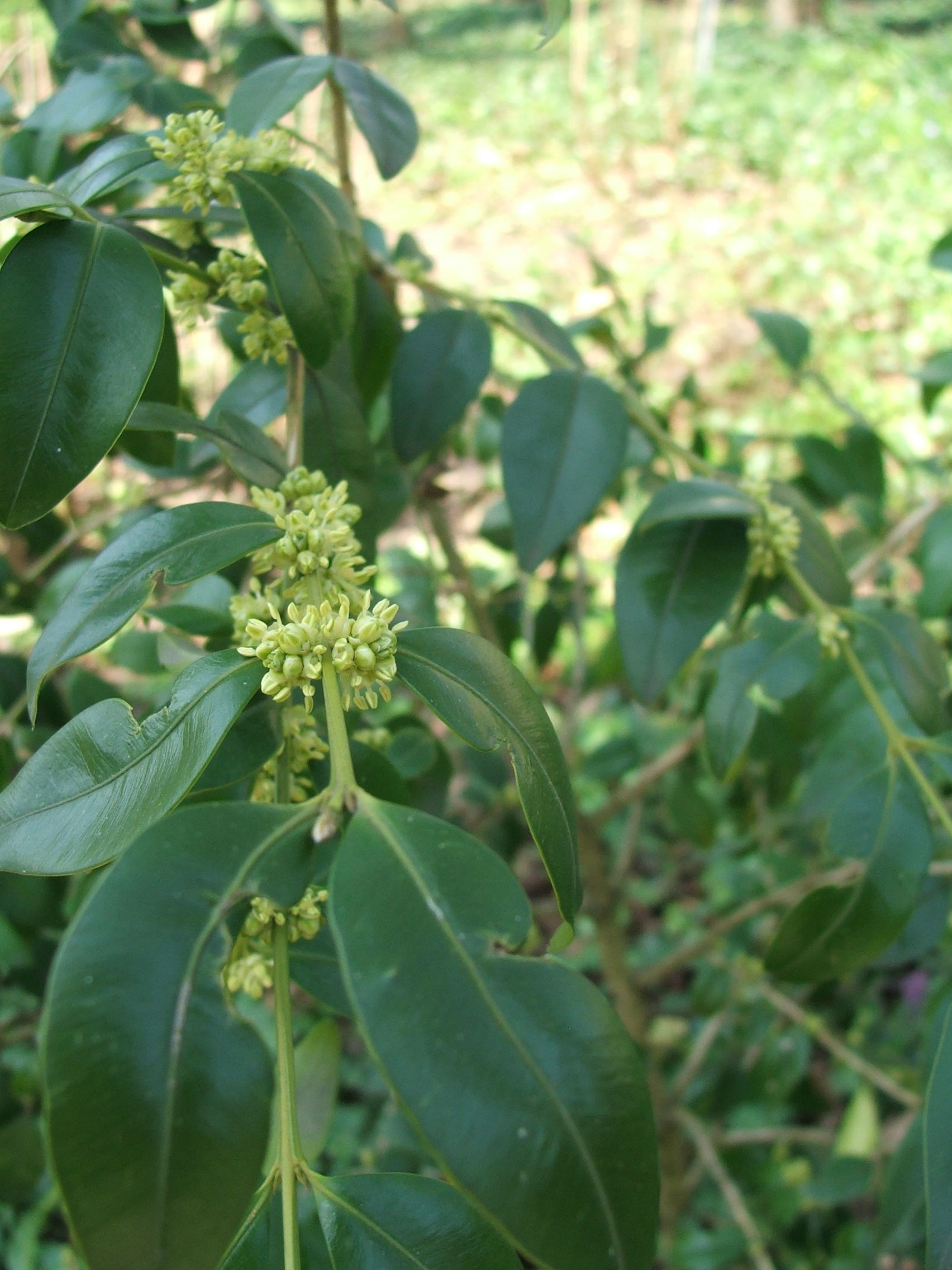
Buxus henryi
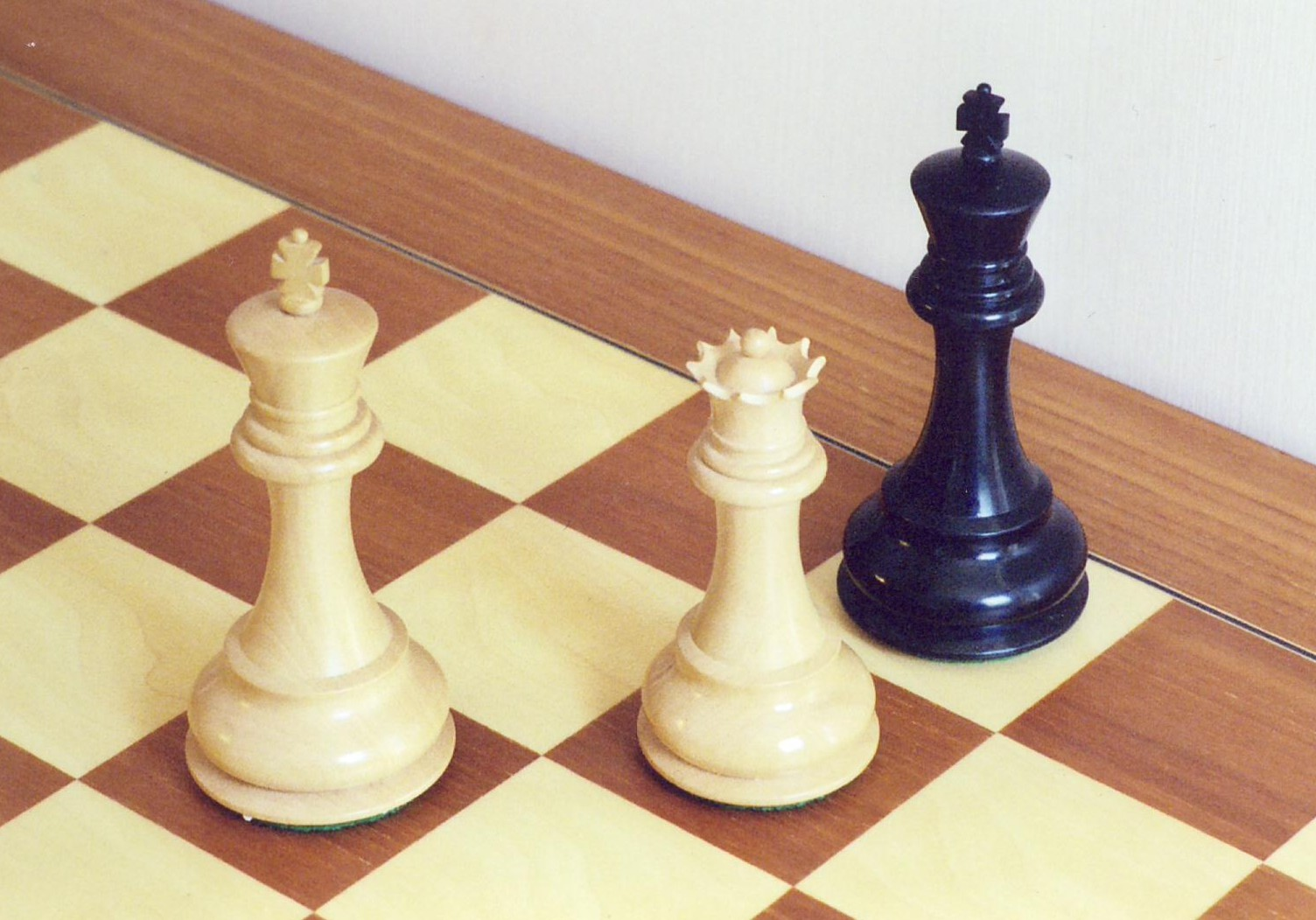
Schackpjäser av buxbomträ. En pjäs är färgad svart för att efterlikna ebenholts.